# Aeromobili a decollo verticale
La lista include diversi tipi di aeromobili in grado di effettuare le operazioni di decollo e atterraggio verticale (spesso si usa l'acronimo inglese VTOL, che sta per Vertical Take-Off and Landing), mentre per la fase di volo longitudinale si comportano come aeroplani ad ala fissa al contrario degli elicotteri. Include quindi aerei a decollo verticale per mezzo di spinta vettorata, come l'Harrier, e convertiplani dei diversi tipi, come l'Hiller X-18 e il Fairey Rotodyne.

## A
- Aero-Design & Development Hummingbird
- AeroVironment SkyTote
- Armadillo Aerospace Quad
- AgustaWestland Erica
- Avcen JetPod
- Avro Canada VZ-9-AV Avrocar

## B
- BAE Sea Harrier
- BAE Harrier II
- Bell Eagle Eye
- Bell X-14
- Bell XV-15
- Bell X-22
- Boeing X-32
- Boeing X-50
- Bell-Agusta BA609
- Bell Boeing V-22 Osprey
- Bell Boeing Quad TiltRotor
- Bensen B-10 Propcopter
- Boeing-Vertol VZ-2
- Butterfly LLC Super Sky Cycle

## C
- Canadair CL-84 Dynavert
- CarterCopter
- Convair XFY-1 Pogostick

## D
- Disco volante

## F
- F-35 Joint Strike Fighter
- Fairey Rotodyne

## H
- Hawker P.1127
- Hawker Siddeley Harrier
- Hawker Siddeley Kestrel
- Hiller X-18 (convertiplano)
- Hiller-Vought XC-142A

## J
- Junkers EF 009

## L
- Lockheed XFV Salmon
- Lunar Landing Research Vehicle, acronimo LLRV

## M
- McDonnell Douglas-BAe AV-8B Harrier II
- Moller Skycar M400

## R
- Rolls-Royce Thrust Measuring Rig
- Ryan X-13 Vertijet

## S
- Sikorsky X-Wing
- SNECMA Atar Volant
- SNECMA Coléoptère

## T
- Trek Aerospace Dragonfly

## W
- Williams X-Jet

## Y
- Yakovlev Yak-36
- Yakovlev Yak-38
- Yakovlev Yak-141

## Tipi di decollo verticale
- STOVL: Short Take Off and Vertical Landing - decollo corto ed atterraggio verticale
- VTOL: Vertical Take-Off and Landing - decollo e atterraggio verticale
- V/STOL: Vertical and/or Short Take-Off and Landing - atterraggio e decollo verticali/corti
- VTOHL: Vertical Take-Off Horizontal Landing - decollo verticale ed atterraggio orizzontale